# Magyar százforintos érme (1996)
Az először 1996-os évszámmal vert bicolor százforintos egy forgalmi forintérme, melyet 1996 és 2019 között minden évben vertek. Ez volt az első magyar bicolor érme, és az egyetlen, amelyet több évben is vertek. 2019 előtt a forgalmi sor utolsó előttiként megjelent tagja volt, melyet a túlzottan nagy méretűnek és jellegtelen megjelenésűnek tartott 1992-es fémszázas helyére vezettek be, egyúttal átvette a papírszázas szerepét is. (Beceneve a szlengben: „Horn-százas” /kicsi és kétszínű/, utalva ezzel az bevezetéskor hivatalban lévő miniszterelnökre.) 2020-tól az acélalapanyagú százas gyártását beszünteti az MNB, helyette új, színesfémötvözetűt veret, a korábbi érmék továbbra is forgalomban maradnak.

## Leírás

A kiscímer (előlap)

Az érme egy réz-cink (75%-25%) bevonatú acélmagból és egy nikkel bevonatú acélabroncsból áll. Átmérője 23,8 mm, vastagsága 2,2 mm, tömege 8,0 gramm.
Előlapján („fej oldal”) az abroncson félkörívben a MAGYAR KÖZTÁRSASÁG felirat olvasható, illetve két pont között a verési évszám szerepel; mindezt gyöngysor szegélyezi. Az abroncsot és a magot egy körív választja el, ezen belül a koronás kiscímer található. A 2012-ben életbe lépett új alkotmány értelmében az ettől az évtől vert érméken a MAGYARORSZÁG felirat szerepel.
Az érme hátlapján („írás oldal”) babérgallyak között alul a FORINT felirat, felül a BP. verdejegy szerepel az abroncson; ezeket itt is gyöngysor veszi körül. Az abroncstól körívvel elválasztott mag a 100 értékjelzést és a díszcsíkot ábrázolja.
Az érme pereme recés, a recék száma 169. Az érme előlapját és hátlapját is Kósa István tervezte.

## Története
1996-ban került forgalomba, miután az 1992-ben forgalomba hozott százforintos színe és mérete miatt könnyen összetéveszthetőnek bizonyult a húszforintossal. A megugrott infláció miatt ugyanakkor már túl alacsony címletnek találták a százforintost ahhoz, hogy bankjegyként kerüljön forgalomba.

## Előállítása

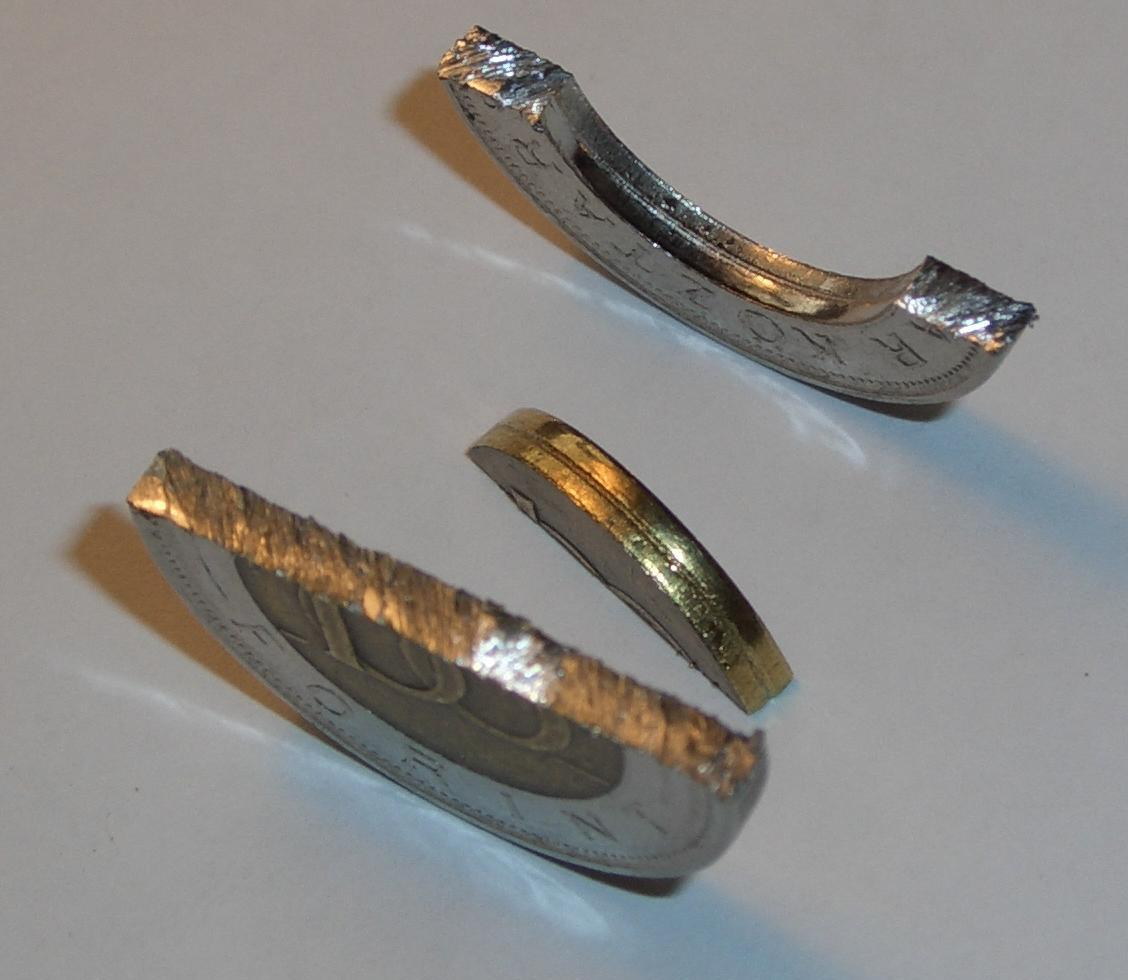
A százforintos szerkezete egy feldarabolt érmén

A százforintos egy úgynevezett bicolor (kétszínű) érme. Az érmét nem egyetlen lapkára verik, hanem egy réz-cink bevonatú mag és egy nikkel bevonatú abroncs kerül a verőtövek közé. A mag peremén egy horony, az abroncs belső peremén pedig egy sín fut körbe. A pénzverés során a két rész összepréselődik, a sín a horonyba kapaszkodva meggátolja kettéválásukat. Ezen – az elterjedt városi legendával ellentétben – még a hűtés vagy hevítés sem változtat, mivel a bevonattól eltekintve a mag és az abroncs anyaga, így hőtágulási együtthatója is megegyezik.
Az érméből bevezetésekor készült tömeges mennyiség, majd éveken keresztül csak pár ezer darabot vertek gyűjtői célokra. A tömeges veretszám miatt gyűjteni elsősorban a kifogástalan darabokat érdemes. A forgalmi kivitel mellett készültek Proof kivitelű érmék is a következő évszám és minőség szerinti lebontásban:
| Évjárat | Vert mennyiség (db) | Vert mennyiség (db) |
| Évjárat | BU                  | PP                  |
| ------- | ------------------- | ------------------- |
| 1996.   | 35 001 000          | 1 000               |
| 1997.   | 60 007 000          | 3 000               |
| 1998.   | 60 007 000          | 3 000               |
| 1999.   | 7 000               | 3 000               |
| 2000.   | 7 000               | 3 000               |
| 2001.   | 7 005               | 3 000               |
| 2002.   | 7 000               | 3 000               |
| 2003.   | 8 010               | 7 000               |
| 2004.   | 4 008 010           | 7 000               |
| 2005.   | 8 000               | 7 000               |
| 2006.   | 8 000               | 7 000               |
| 2007.   | 7 008 010           | 7 000               |
| 2008.   | 7 008 010           | 7 000               |

## Forgalomba nem hozott változatok
1996-ban készültek próbaveretek BU és PP kivitelben 50–50 darabos mennyiségben. Ezeken a PRÓBAVERET felirat a hátlapi értékjelző szám felett szerepel.